# Battaglia di Cassino nella cultura popolare
La battaglia di Cassino, svoltasi tra gennaio e maggio del 1944, ebbe un importante eco mediatico sia durante che dopo i combattimenti, soprattutto per quanto riguarda la memoria che nel dopoguerra ha caratterizzato questo avvenimento. Questa battaglia ha avuto un importante riscontro letterario, soprattutto in ambito memorialista, oltre che cinematografico e documentaristico. Gli avvenimenti di Cassino sono ancora ricordati da tutti gli schieramenti che vi combatterono come esempio di spirito di sacrificio e sofferenze, testimoniate dai numerosi cimiteri di guerra sparsi nella zona che annualmente sono teatro di commemorazioni a ricordo dei caduti.

## Cassino, dalla ricostruzione ad oggi
Quando la notizia che la linea Gustav era stata sfondata dagli alleati, le migliaia di sfollati che mesi prima avevano evacuato la città di Cassino, iniziarono lentamente a tornare nelle loro case, mentre circa duemila degli abitanti che decisero di rimanere a Cassino, persero la vita durante i combattimenti. Ma i pericoli non erano svaniti con l'avanzare del fronte: la città che era divenuta l'epicentro del campo di battaglia, era ancora piena di ordigni esplosivi, e a causa degli allagamenti provocati dai tedeschi, si diffuse un'epidemia di malaria. Queste furono le cause che falcidiarono senza pietà coloro che per primi tornarono a Cassino e cominciarono a ricostruire la città.
Per le devastazioni subite la città di Cassino meritò l'appellativo di "Città Martire" e con D.P.R. del 15 febbraio 1949 fu decorata con medaglia d'oro al valor militare.
Il 15 marzo del 1945 il Capo del Governo, Ivanoe Bonomi alla presenza del sindaco Gaetano Di Biasio consacrò la rinascita di Cassino, presenziando la cerimonia di posa della prima pietra per la ricostruzione del monastero di Montecassino, mentre la Basilica fu poi consacrata da Papa Paolo VI il 24 ottobre 1964.
Il piano di ricostruzione della città fu elaborato dal Professor Giuseppe Nicolosi e approvato con D.M. 2843 del 21 novembre 1946, con il contributo dell'E.RI.CAS. (Ente per la Ricostruzione di Cassino) che, fino al 1953, portò avanti il programma di ricostruzione delle opere pubbliche, grazie agli aiuti governativi che giungevano copiosi.
Con la ripresa delle attività anche la popolazione incrementò e, se nel censimento del 1951 risultò che a Cassino risiedevano 19.256 abitanti (quando nel 1942 la popolazione ammontava a 21.275), nel giro di qualche anno crebbe fino a raggiungere, nel 1991, la cifra di circa 35.000 persone.
La battaglia ha lasciato un segno indelebile sulla città di Cassino, come testimoniano le numerose iniziative pubbliche e private in ricordo della battaglia e la presenza di numerosi sacrari, monumenti e cimiteri di guerra in cui riposano migliaia di soldati di entrambi gli schieramenti. Fino all'ottobre 2017 a Cassino era presente anche un importante punto di riferimento per lo studio e il ricordo della battaglia, il Museo Historiale di Cassino, che ha dovuto chiudere per mancanza di finanziamenti pubblici nel 2017 e dal 2019 è visitabile solo su prenotazione. Rimane la possibilità di visitare il polo museale situato all'interno dell'antica abbazia di Montecassino, ricostruita nel 1956, luogo rimasto impresso nella memoria collettiva a causa della sua distruzione durante la battaglia, il castello di Rocca Janula, teatro di violenti combattimenti, e la collina 593, alle cui pendici sorge il cimitero di guerra polacco. 
Sul territorio è comunque presente un altro piccolo museo, il Museo memoriale del II Corpo d'armata polacco situato nei pressi del cimitero militare polacco di Montecassino e inaugurato nel 2014 alla presenza del premier polacco Donald Tusk e di Anna Maria Anders (figlia del generale al comando del II Corpo, Władysław Anders), che ricorda il contributo dei polacchi nella liberazione dell'Italia. Questo è in pratica l'unico museo bellico rimasto a Cassino, dopo che anche il Cassino War Memorial non è più visitabile. Tutti questi luoghi sono virtualmente collegati tramite un percorso didattico inaugurato nel 2015 dal governatore della Regione Lazio Nicola Zingaretti, dal sindaco della città Giuseppe Golini Petrarcone, dall'Ambasciatore Straordinario e Plenipotenziario di Polonia Tomasz Orlowski e dall'Abate di Montecassino Dom Donato Ogliari.
A Colle San Magno si può visitare il Museo vivo della memoria, con testimonianze e cimeli che ricordano gli eventi bellici della zona intorno a Cassino. A Mignano Monte Lungo sono presenti tre piccoli musei legati ai combattimenti di Cassino: il Museo storico "Il Risorgimento", nato per volontà di un reduce, il Museo storico Sacrario Monte Lungo, situato all'interno del sacrario militare dedicato alle truppe italiane che combatterono sulla Gustav, che raccoglie diversi cimeli del periodo di guerra, e infine il Museo Historicus, che ospita reperti bellici rinvenuti a Monte Camino. A Venafro, cittadina che rientrò nel teatro di operazioni attorno a Cassino, è allestita una mostra permanente intitolata WinterLine Venafro.

## Cimiteri di guerra e memoriali
- Cimitero di guerra del Commonwealth di Cassino[6]
- Cimitero di guerra del Commonwealth di Minturno
- Cimitero di guerra francese di Venafro
- Cimitero militare polacco di Montecassino
- Cimitero militare polacco di Casamassima
- Monumento alla battaglia di Montecassino, inaugurato a Varsavia nel 1999 in occasione del 55º anniversario della battaglia, alla presenza della vedova del generale Anders, Irena Anders e delle più alte autorità politiche e militari, a riprova della grande importanza che la nazione polacca ha riservato ai combattimenti dei propri soldati a Cassino
- Monumento al reggimento corazzato "Skorpion", situato nei pressi della fattoria Albaneta nella strettoia tra il versante settentrionale dell’altura detta "Testa di Serpente" e il margine meridionale della Phantom Ridge, è stato costruito utilizzando i resti di uno carro armato M4 Sherman distrutto durante i combattimenti[7]
- Monumento ai "Bambini di Leopoli", inaugurato nel 1973 per ricordare la dura lotta combattuta dal 6º Reggimento corazzato nella battaglia di Piedimonte San Germano[7]
- Memoriale della battaglia di Cassino, situato nel centro di Cassino, il monumento commemora la battaglia e ricorda le vittime civili della città[8]
- Memoriale alla 3ª Divisione "Karpackich", situato sulla cima della collina 593, ricorda i fanti polacchi caduti durante i combattimenti per la conquista della collina[7]
- Memoriale alla 5ª Divisione "Kresowa", situato in cima alla collina 575, anch'essa ricorda i fanti polacchi caduti nell'adempimento del loro dovere[7]
- Monumento alla Pace, ideato da Umberto Mastroianni, rappresenta l’esplosione di una bomba, ed è posto poco prima della Rocca Janula[9]
- Monumento al bombardamento di Cassino e Monumento a Santa Maria delle Cinque Torri, situati nel centro di Cassino, ricordano il 15 marzo 1944, giorno del bombardamento aereo sulla città, che per il suo sacrificio fu decorata con la Medaglia d'oro al valor militare[10]
- Sacrario militare germanico di Cassino
- Sacrario militare italiano di Montelungo[11]

## Documentari
- La battaglia di Cassino, su raistoria.rai.it, Il tempo e la storia, Rai 3. URL consultato il 25 novembre 2015.
- La battaglia di Cassino, Ulisse - Il piacere della scoperta, Rai 3, 16 settembre 2009. URL consultato il 15 novembre 2015 (archiviato dall'url originale il 17 novembre 2015).
- Montecassino, su rai.it, La grande storia. URL consultato il 25 novembre 2015 (archiviato dall'url originale il 4 dicembre 2015).
- Roberto Olla, Papaveri rossi sulla strada per Roma, Speciale TG1, 2014. URL consultato il 4 gennaio 2019.

## Filmografia
- I forzati della gloria, film del 1945 di William A. Wellman
- Il sole di Montecassino, film del 1945 di Giuseppe Maria Scotese
- La grande strada - L'odissea di Montecassino, film del 1946 di Michał Waszyński
- Montecassino nel cerchio del fuoco, film del 1946 di Arturo Gemmiti[12]
- Stringimi forte tra le tue braccia, film del 1951 di Michael Curtiz
- All'inferno e ritorno, film del 1955 di Jesse Hibbs
- I diavoli verdi di Montecassino, film del 1958 di Harald Reinl
- Indigènes, film del 2006 di Rachid Bouchareb
- 1944 - La battaglia di Cassino film del 2019, (Recon),  di Robert David Port

## Narrativa e saggistica
Oltre a quelli utilizzati nella stesura della voce principale, sull'argomento si trovano decine di altri testi spesso di produzione locale, che la lista seguente tenta almeno in parte di racchiudere:
- Roberto Avallone, Mauro Lottici, Roberto Molle, Cassino War Memorial. Le immagini della battaglia, Roma, Herald, 2005, ISBN 978-88-8967-208-2.[13]
- Rudolf Böhmler, Monte Cassino, Accademia, 1979, ISBN non esistente.[13]
- Harold L. Bond, Inferno a Cassino - La battaglia per Roma, Milano, Mursia, 1994, ISBN 88-425-1744-5.
- Mario Canciani, Il fronte di Cassino. Antologia ragionata, Graficart, 2004, ISBN 978-99-7595-432-7.[13]
- Livio Cavallaro, Cassino 1944. Le battaglie per la linea Gustav, Milano, Mursia, 2004, ISBN 978-88-4253-215-6.[13]
- Livio Cavallaro, Cassino, 19 marzo 1944. Assalto a masseria Albaneta, Archivio Storia, 2018, ISBN 978-88-8547-200-6.[13]
- John Ellis, Cassino - The Hollow Victory, Sphere Book limited, 1984, ISBN non esistente.[13]
- Sven Hassel, Gli sporchi dannati di Cassino, Milano, Longanesi, 1971, ISBN non esistente.
- Helena Janeczek, Le rondini di Montecassino, Milano, Guanda, 2011, ISBN 978-88-6088-426-8.[13]
- Erik Jankowski, Da Montecassino a Piedimonte San Germano - Lo sfondamento della linea Hitler, Associazione Antares, 2007.[14]
- Fred Majdalany, Cassino, ritratto di una battaglia, Milano, Mondadori, 2003, ISBN 978-88-0451-287-5.
- Marco Marzilli, Mauro Lottici, Cassino, ieri e oggi, Roma, Herald, 2007, ISBN 978-88-8967-263-1.[13]
- Marco Marzilli, Mauro Lottici, Cassino '44. Immagini dalla memoria, Latina, Caramaica, 2000, ISBN non esistente.[13]
- Janusz Piekalkiewicz, Cassino: anatomia della battaglia, Novara, De Agostini, 1981, ISBN 978-88-402-4887-5.
- Emilio Pistilli, La battaglia di Cassino giorno per giorno, 10 settembre 1943 - 4 giugno 1944, Cassino, Lamberti Antonino, 1999, ISBN non esistente.[13]
- Nando Tasciotti, Montecassino 1944, Roma, Castelvecchi, 2014, ISBN 978-88-6826-130-6.

## Riferimenti popolari
- Cassino 1944, canzone tratta dal CD "Terra di Fuoco" di Benedetto Vecchio e Musicisti Basso Lazio[15]
- Czerwone maki na Monte Cassino ("Papaveri rossi su Montecassino"), canzone militare polacca composta durante i combattimenti di Cassino
- Wojtek, un orso bruno siriano adottato dai soldati della 22ª Compagnia di rifornimento dell'artiglieria nel II Corpo polacco a Cassino

## Sitografia
- Dal Volturno a Cassino (DVAC), su dalvolturnoacassino.it.
- Museo Memoriale del 2º Corpo d'Armata Polacco a Montecassino, su fondazionemm2c.
- Associazione Linea Gustav, su gustavline.it.